# Partido Popular Conservador de Estonia
El Partido Popular Conservador de Estonia (en estonio: Eesti Konservatiivne Rahvaerakond, EKRE) es un partido político conservador nacionalista y populista de derecha estonio. Se lo ha descrito en los principales medios como perteneciente a la extrema derecha. Desde 2020, su presidente ha sido Martin Helme, el exministro de Finanzas de Estonia.
El ala juvenil identitaria del partido, Despertar azul, organiza frecuentes marchas nacionalistas de antorchas en Estonia. Ideológicamente, el partido es descendiente del campo etno-nacionalista estonio. Los comentaristas políticos a menudo colocan el EKRE a la derecha o la extrema derecha del espectro político, pero los representantes del partido lo rechazan y sugieren otras formas de mirar el eje izquierda-derecha.
En el período posterior a las elecciones parlamentarias de 2015, la popularidad de EKRE aumentó significativamente y en las elecciones parlamentarias de Estonia de 2019 el partido ganó el 17,8% de los votos y aumentó su número de escaños a 19.
El partido ve la preservación de la etnia estonia como su objetivo principal, y muchas de sus políticas están dirigidas a brindar apoyo a las familias estonias jóvenes, reducir la emigración de estonios y prevenir la inmigración desde fuera de la Unión Europea. Es euroescéptico, crítico de los derechos LGBT y la homosexualidad, apoyando la transición de las escuelas públicas de la minoría de habla rusa de Estonia del idioma ruso actual al estonio, y desea implementar la democracia directa al estilo suizo. Los críticos también lo han descrito como xenófobo y racista.

## Historia
El partido es descendiente del campo etno-nacionalista estonio. El Movimiento Patriótico Estonio fue fundado en 2006. Desde 2008, el movimiento fue dirigido por Martin Helme, hijo de Mart Helme. Mart Helme había sido miembro de la Unión Popular Estonia, pero se vio obligado a abandonar el partido en 2004 debido a su oposición a la reubicación del Monumento de Lihula y la represión de las protestas.
El partido se fundó en marzo de 2012 cuando se fusionó el partido centrista agrario Unión Popular Estonia y el grupo de presión nacionalista Movimiento Patriótico Estonio. En 2010, la Unión Popular Estonia comenzó a buscar un posible socio de fusión. Se concluyeron las conversaciones con el Partido Socialdemócrata y se convocó un congreso especial para aprobar el acuerdo de fusión. Sin embargo, en el congreso del partido, solo 172 delegados de 412 apoyaron el acuerdo. Tras el fallido intento de fusión, muchos miembros destacados (diputados) abandonaron el partido y se unieron a los Socialdemócratas. En las elecciones parlamentarias de 2011, la Unión Popular no superó el umbral del 5%.
Mart Helme y varios miembros de su círculo nacionalista participaron en las elecciones como candidatos independientes, ninguno de los cuales pasó el umbral necesario para que un independiente ingrese al parlamento. Después de las elecciones, el líder de la Unión Popular, Margo Miljand, se reunió con Helme. Para salvar el partido, Helme le aconsejó cambiar el nombre del partido y alterar el programa. Con vínculos con el nacionalista Movimiento Patriótico Estonio, Helme aconsejó un acuerdo entre los dos. El movimiento prometió que ayudaría a rehacer el programa del partido y elegir nuevos líderes.
En marzo de 2012, el Movimiento Patriótico Estonio se fusionó con la Unión Popular y este último cambió su nombre al Partido Popular Conservador de Estonia. En la asamblea en Põltsamaa, donde se fundó el partido, EKRE hizo su primera declaración política: "Ningún partido político en el Riigikogu representa al pueblo estonio, nuestro interés nacional o nuestros valores tradicionales. El gobierno actúa sobre ideas liberales de derecha e izquierda, también socialistas, de que nuestros compatriotas son simplemente unidades estadísticas o contribuyentes, consumidores en el mejor de los casos. No es de extrema derecha o de extrema izquierda, solo ultraliberalismo. El Partido Popular Conservador da una solución a los votantes que están cansados de la elección forzada entre Ansip y Savisaar, Este y Oeste, izquierda y derecha". Durante los primeros tres meses, el apoyo de EKRE según las encuestas fue cero, luego comenzó a aumentar gradualmente.
EKRE participa de reuniones anuales de veteranos de la Legión Estonia en las colinas de Sinimäed. En 2013, la asistencia de Mart Helme fue elogiada en los medios de comunicación estonios, mientras que la abstención de los líderes de otros partidos fue mal vista y vista como resultado de la propaganda antifascista rusa.
Durante las elecciones locales en octubre de 2013, el partido ganó representación en varios municipios más pequeños, como las parroquias de Tudulinna y Häädemeeste. Un miembro del partido también se convirtió en alcalde de la ciudad de Saue, sin embargo, fue establecido independientemente de EKRE en la lista de un partido local.
EKRE fue el primer partido desde la década de 1990 en organizar políticamente la diáspora estonia, fundó su sucursal en Finlandia en octubre de 2014.
En el período previo a las elecciones parlamentarias de 2015, EKRE logró atraer partidarios de la derecha dominante, incluidos los desertores principalmente del IRL, pero también del liberal Partido Reformista y el grupo de iniciativa del Partido Libre. En las elecciones, EKRE ganó el 8,1% de los votos y 7 escaños en el Riigikogu. Poco después, el ganador Partido Reformista excluyó a EKRE de las conversaciones de coalición, citando como razón una publicación de blog del diputado de EKRE Jaak Madison, escrita en enero de 2012. En el post, Madison elogió las políticas económicas del Partido Nazi y escribió: "Lamentablemente, no existe una forma perfecta de gobierno (ni siquiera la democracia), pero veo el fascismo como una ideología que consiste en muchos matices positivos necesarios para preservar el estado-nación". Madison es ahora el vicepresidente de la Comisión de Asuntos de la Unión Europea del Parlamento.
El ex presidente de Estonia, Arnold Rüütel, expresó su apoyo a Mart Helme en las elecciones presidenciales de Estonia de 2016.
A partir de 2018, EKRE era el único partido político en Estonia con un número creciente de miembros. Mientras todos los demás partidos estaban perdiendo miembros, EKRE estaba ganando unos cientos de miembros anualmente.
En marzo de 2019, Mart Helme dijo a la prensa que desea que algún día su partido sea el único partido gobernante de Estonia.
Después de obtener el 17,8% de los votos en las elecciones parlamentarias de 2019, EKRE se unió al segundo gabinete de Jüri Ratas con cinco de los quince puestos del gabinete.

## Ideología y posiciones políticas
EKRE se describe a sí mismo como "un partido estonio de principios y valientemente patriótico con una misión inquebrantable para proteger los valores e intereses nacionales estonios".
El programa del Partido Popular Conservador de Estonia establece que se basa en la continuidad de la República de Estonia y su Constitución, y une a las personas que luchan por el estado nacional, la cohesión social y los principios democráticos.
EKRE afirma que las actividades del partido se basan en tres valores fundamentales:
- Resistencia de los valores estonios, basados en el apoyo al idioma, la cultura, la educación, la familia, las tradiciones y la economía nacional.
- Sociedad de participación de igualdad de oportunidades, donde la gobernanza abierta, honesta y democrática permita a todos los ciudadanos alcanzar su plenitud e involucrarse en política.
- Desarrollo social y regional equilibrados que están garantizados por un estado justo y fuerte mediante la implementación de políticas basadas en el cuidado y el conocimiento y el desarrollo de un entorno de vida ecológicamente sostenible.[54]

También ha sido etiquetada como "extrema derecha" por Kari Käsper, directora ejecutiva del Centro de Derechos Humanos de Estonia, y en medios extranjeros como BBC News y The Christian Science Monitor. Según Fox News Channel, EKRE es un partido de extrema derecha, "considerado por algunos que tiene simpatías fascistas-neonazis similares a muchos otros partidos nacionalistas florecientes en los países bálticos y Europa del Este". El Centro Simon Wiesenthal ha llamado a la procesión anual de antorchas de la organización juvenil EKRE una "marcha de extrema derecha".
Martin Helme, miembro de la junta y el hijo del exlíder del partido, ha dicho que las acusaciones de extremismo simplemente reflejan la falta de familiaridad e incomodidad de la clase dominante y los medios con la nueva retórica política de EKRE: "El mainstream se ha vuelto tan ortodoxo, tan estrecho, que cualquier cosa que no sea inmaculada, diligente y fervientemente más católica que el mainstream se llama inmediatamente extremismo".
El programa de EKRE establece que los ciudadanos deben protegerse activamente contra el enemigo externo e interno para asegurar a la nación estonia, la supervivencia de su independencia y su condición de etnoestado. También establece como objetivos la creación del entorno necesario para la supervivencia de la lengua y cultura estonias. El partido llama a la implementación de la democracia directa, presupuesto estatal equilibrado, y control estricto sobre la inmigración a Estonia.

### Políticas sociales

#### Educación y salud
El EKRE afirma oponerse firmemente al cierre generalizado de escuelas en el campo. Su programa requiere que los maestros hablen estonio de alto nivel y sean leales al estado estonio. Para elevar la calidad de la educación, EKRE desea aumentar los salarios de los maestros.
Según el programa del partido, la importancia de la atención médica está vinculada a la preservación de la nación estonia. El partido defiende el tratamiento dental gratuito, quiere limitar la disponibilidad de tabaco, alcohol y narcóticos, y se opone al aborto.

#### Demografía e inmigración
Según EKRE, la demografía es uno de los aspectos más cruciales en la supervivencia del estado estonio. Según Mart Helme, Estonia se encuentra en una "crisis demográfica", caracterizada por la baja tasa de natalidad y la emigración de más de 100.000 estonios en los últimos años. Para contrarrestar la disminución de la tasa de natalidad, el partido ha propuesto programas de bienestar familiar, como pagar una cuarta parte del préstamo hipotecario de una pareja casada con el nacimiento de cada hijo y reducir el impuesto sobre la renta de los padres en una tasa del 5% por cada hijo criado en la familia.
EKRE se ha opuesto activamente a la inmigración de Oriente Medio y África, especialmente en relación con el sistema de cuotas propuesto por la Comisión de la UE en 2015 para reubicar a los inmigrantes en todos los Estados miembros de la UE. Citando a un gran número de rusos ya importados durante la ocupación soviética, el partido ha descartado en repetidas ocasiones apoyar cualquier inmigración masiva a Estonia. El partido sostiene que las políticas de migración de Estonia deben avanzar en el objetivo de "expandir la cantidad y el porcentaje de estonios en Estonia" y si el gobierno liberal permite que la inmigración "altere la composición étnica de Estonia", es "escandaloso y antidemocrático".
Al comentar disturbios en los suburbios socialmente segregados de Suecia, Martin Helme, miembro de la junta y el hijo del líder del partido, dijo en un programa de televisión en mayo de 2013: "Estonia no debería permitir que las cosas lleguen tan lejos como en Inglaterra, Francia y Suecia. Nuestra política de inmigración debe tener una regla simple: si eres negro, regresa. Tan sencillo como eso. No debemos permitir que este problema surja en primer lugar".

Si eres negro, regresa.
Martin Helme, líder del grupo parlamentario y presidente, EKRE

Quiero que Estonia sea un país blanco.
Martin Helme, líder del grupo parlamentario, EKRE

Según el politólogo Tõnis Saarts, la voluntad de mostrar a la minoría rusa "su lugar apropiado" al hacer más estrictas las leyes de idioma y ciudadanía parece ser el "antiguo impulso de este partido".
En respuesta al arresto del comandante las Fuerzas de Defensa de Estonia, Deniss Metsavas, que tiene antecedentes étnicos rusos, por proporcionar información clasificada al GRU, Despertar azul ha propuesto un perfil étnico cuando se da acceso a los secretos del gobierno a los oficiales estonios no étnicos. El representante de EKRE, Ruuben Kaalep, razonó: "La única explicación lógica de sus acciones es que la sangre es más espesa que el agua. La lealtad no está garantizada por la ciudadanía estonia o incluso el juramento de un soldado dado al estado estonio. La lealtad se basa en un sentimiento de pertenencia étnica y un vínculo con los antepasados".

#### Uniones del mismo sexo
El partido se opuso estrictamente a la ley de sociedad civil sobre parejas registradas para parejas del mismo sexo que fue adoptada por Riigikogu en octubre de 2014. Argumentando que la ley otorga derechos de adopción a las parejas homosexuales, el partido afirmó que esencialmente establece el matrimonio entre personas del mismo sexo. En cambio, el partido propone leyes que ayudarían a elevar la tasa de natalidad y fortalecer las actitudes sociales hacia tener hijos, incluida la necesidad de fortalecer el modelo familiar tradicional.
EKRE también afirma que presionar a través de la ley mientras las encuestas de opinión mostraban que la mayoría de los estonios se oponían era antidemocrático. La plataforma del partido propone un referéndum sobre la ley de sociedad civil.
El presidente del partido, Mart Helme, ha caracterizado el Orgullo Báltico como "una especie de desfile de pervertidos".

La protección de un desfile de pervertidos no es tarea de la policía.
Mart Helme, expresidente de EKRE, hablando sobre la marcha del Orgullo LGBT en Tallin, en Uued Uudised, 2017

La propaganda homosexual y multicultural debe ser sacada de las escuelas. Los niños necesitan obtener la mejor educación, una educación de mentalidad estonia y valores saludables de la escuela. Apoyamos dar a los niños una educación patriótica. No permitimos la llamada propaganda de tolerancia en las escuelas. ¡No se debe jugar con la educación!
Uno de los "10 mandamientos" de EKRE

### Democracia directa
EKRE considera que la forma de gobierno de Estonia está muy sesgada hacia la democracia representativa, sin medios para que la gente tenga influencia en la política además de las elecciones. Para cambiar eso, el partido quiere volver a formas más tradicionales de democracia directa, como las previstas por las constituciones estonias anteriores de 1920 y 1934.
El programa del partido incluye el apoyo del derecho de los ciudadanos a crear iniciativas si al menos 25.000 votantes registrados firman una petición para presentar un proyecto de ley en referéndum. EKRE apoya las elecciones presidenciales públicas, las elecciones revocatorias y las elecciones públicas de jueces, fiscales y prefectos de la policía local. El partido quiere abolir el método D'Hondt de las elecciones parlamentarias.

### Política económica
El programa del partido establece que el desarrollo del mercado debe servir al interés nacional. El partido llama a la creación de un banco público nacional. También ha apoyado la banca cooperativa en Tartu, incluido en su programa el establecimiento de una moneda alternativa libre de intereses.
EKRE ha expresado críticas sobre la ejecución del proyecto Rail Baltica. Según el partido, Rail Baltica podría aportar un gran beneficio a la economía de Estonia, pero el proyecto actual tiene un impacto cuestionable sobre el medio ambiente y las comunidades locales, así como una dudosa viabilidad económica. En 2016, tanto Mart Helme como Henn Põlluaas propusieron que el proyecto actual se reemplazara por un vactrain o Hyperloop conectando Estonia con Europa Central. El partido ha apoyado limitar la venta de tierras a extranjeros.

### Medio ambiente
Según EKRE, la "belleza natural intacta" de Estonia debe preservarse de manera más efectiva. Por lo tanto, el partido apoya fuentes de energía alternativas y amigables con el medio ambiente. EKRE quiere intensificar la lucha contra la basura y dice que los delincuentes deben ser castigados al menos con una suma necesaria para compensar el daño creado a la naturaleza. El programa del partido incluye la prohibición de todos los alimentos genéticamente modificados y su importación. EKRE ha sido descrito como escéptico ante el cambio climático.

### Políticas exteriores y de defensa

El territorio verde está ocupado ilegalmente por Rusia según el EKRE.

El Partido Popular Conservador de Estonia a menudo llama a proteger la independencia y soberanía de Estonia de las uniones supranacionales. Afirman que la Unión Europea se está moviendo hacia un estado federal y Estonia debería vetar cualquier legislación que centralice más poder a las manos de la UE. El 30 de agosto de 2012, EKRE organizó una protesta en Toompea contra la ratificación del tratado del Mecanismo Europeo de Estabilidad.
Si bien el partido no aboga por la salida de Estonia de la UE, cree que la unión debe hacer un cambio drástico. Según EKRE, la UE debe convertirse en una alianza militar que defienda todas las etnias europeas basadas en el concepto de etnopluralismo. EKRE quiere limitar fuertemente la cantidad de burocracia en la UE.
EKRE se opone firmemente a un tratado fronterizo propuesto entre Estonia y Rusia, que, según el partido, cedería el 5,2% del territorio de Estonia al ocupante de una vez por todas sin ningún compromiso o compensación de su parte. El partido calificó la posible firma del tratado como "traición" y a los políticos estonios que lo firmarían como "traidores al estado". Sin embargo, EKRE ha expresado más recientemente su apoyo a la eventual normalización de las relaciones con Rusia, instando a una política hacia Rusia similar a la de Finlandia, y a "no convertir cada incidente menor en un drama". Antes de las elecciones parlamentarias estonias de 2019, el partido intentó apelar a los votantes de la minoría rusa, y Mart Helme describió una "superposición" entre las actitudes "muy conservadoras" del partido hacia la inmigración y la "propaganda homosexual" y las de los rusos en Estonia.
El partido se opone a la adhesión de Turquía a la Unión Europea y ha pedido que se reconsidere la membresía de Turquía en la OTAN. Después del intento de golpe de Estado de Turquía de 2016, EKRE expresó su pesar por su derrota y llamó a Turquía "no más país democrático que Rusia".
El EKRE propone una política de defensa nacional basada en la autosuficiencia de Estonia. La seguridad del país estaría salvaguardada por la existencia de defensa inicial, servicio militar obligatorio, defensa total, cooperación internacional y la membresía de la OTAN. La plataforma del partido incluye la formación de dos batallones de tanques y la adquisición de sistemas antiaéreos de mediano alcance.
Martin Helme ha expresado simpatía por el candidato presidencial estadounidense Donald Trump. Según Helme, Trump tiene razón al señalar que los países bálticos deben hacer una contribución financiera a cambio de la alianza militar con los Estados Unidos. "No puede ver ninguna razón por la cual Estados Unidos deba hacer de la defensa nacional de otros países su deber. Y creo que esta pregunta está completamente justificada. Es nuestro partido el que ha estado diciendo durante mucho tiempo que fortalecer la capacidad inicial de defensa independiente es lo más importante, siendo los aliados el siguiente componente", dijo Helme.
Uno de los miembros del partido, Georg Kirsberg, que se postuló para las elecciones en 2017, apoyó "una enseñanza correcta de la historia del Tercer Reich". Sin embargo, el líder del partido Martin Helme declaró que esa no era la política del partido, y que era solo "el pensamiento de una persona".

## Relaciones internacionales
EKRE tiene estrechos vínculos con partidos nacionalistas de derecha similares en Letonia y Lituania. El 23 de agosto de 2013, EKRE firmó la Declaración de Bauska junto con los partidos políticos Alianza Nacional y Unión Nacional Lituana. La declaración llama a un nuevo despertar nacional de los estados bálticos y advierte sobre las amenazas planteadas por el globalismo internacional, el multiculturalismo y las ambiciones imperiales rusas.
En 2014, el congreso del partido en Tallin fue visitado por una delegación del Partido de la Independencia del Reino Unido. La delegación fue dirigida por Roger Helmer, quien pronunció un discurso en apoyo del euroescepticismo en Estonia.
Las organizaciones con las que EKRE coopera participan regularmente en la marcha anual de antorchas en Tallin. Incluyen a todos los signatarios de la Declaración de Bauska y el movimiento juvenil nacionalista escandinavo Nordisk Ungdom.
El partido también tiene contactos entre nacionalistas ucranianos. Durante el Euromaidan, Mart Helme envió un discurso a los manifestantes en Kiev, instando a los patriotas ucranianos a no sucumbir a las demandas rusas.

## Despertar azul
El movimiento juvenil nacionalista afiliado al partido se llama Despertar azul. Con vínculos con el movimiento identitario paneuropeo y la derecha alternativa en América del Norte, Despertar azul declara "un nuevo despertar nacional de los estonios" como su principal objetivo. Esto vendría como una continuación del despertar nacional estonio del siglo XIX y la Revolución Cantada, abriendo el camino hacia el establecimiento de "un etnoestado estonio eterno".
Despertar azul se fundó el 30 de noviembre de 2012. Los jóvenes activistas han estado detrás de muchas de las marchas de protesta del partido. Además de la política, los jóvenes de Despertar azul se centran en el arte, la música y la filosofía de derecha como la Escuela Tradicionalista de Julius Evola y René Guénon. El movimiento es disciplinado y sus activistas han formado varios escuadrones. Sus actividades incluyen rituales formados después del chamanismo ugrofines, incluyendo celebraciones del amanecer en antiguos túmulos.
Despertar azul es el principal organizador de la marcha anual de antorchas a través de Tallin el 24 de febrero, Día de la Independencia de Estonia. La primera marcha de antorchas del Día de la Independencia se celebró en 2014. Según Despertar azul, la marcha a la luz de las antorchas está destinada a honrar a los que se han enamorado de la nación de Estonia y significa que la juventud estonia no ha abandonado los principios nacionalistas.

Marchas de antorchas de Despertar azul en el Día de la Independencia de Estonia
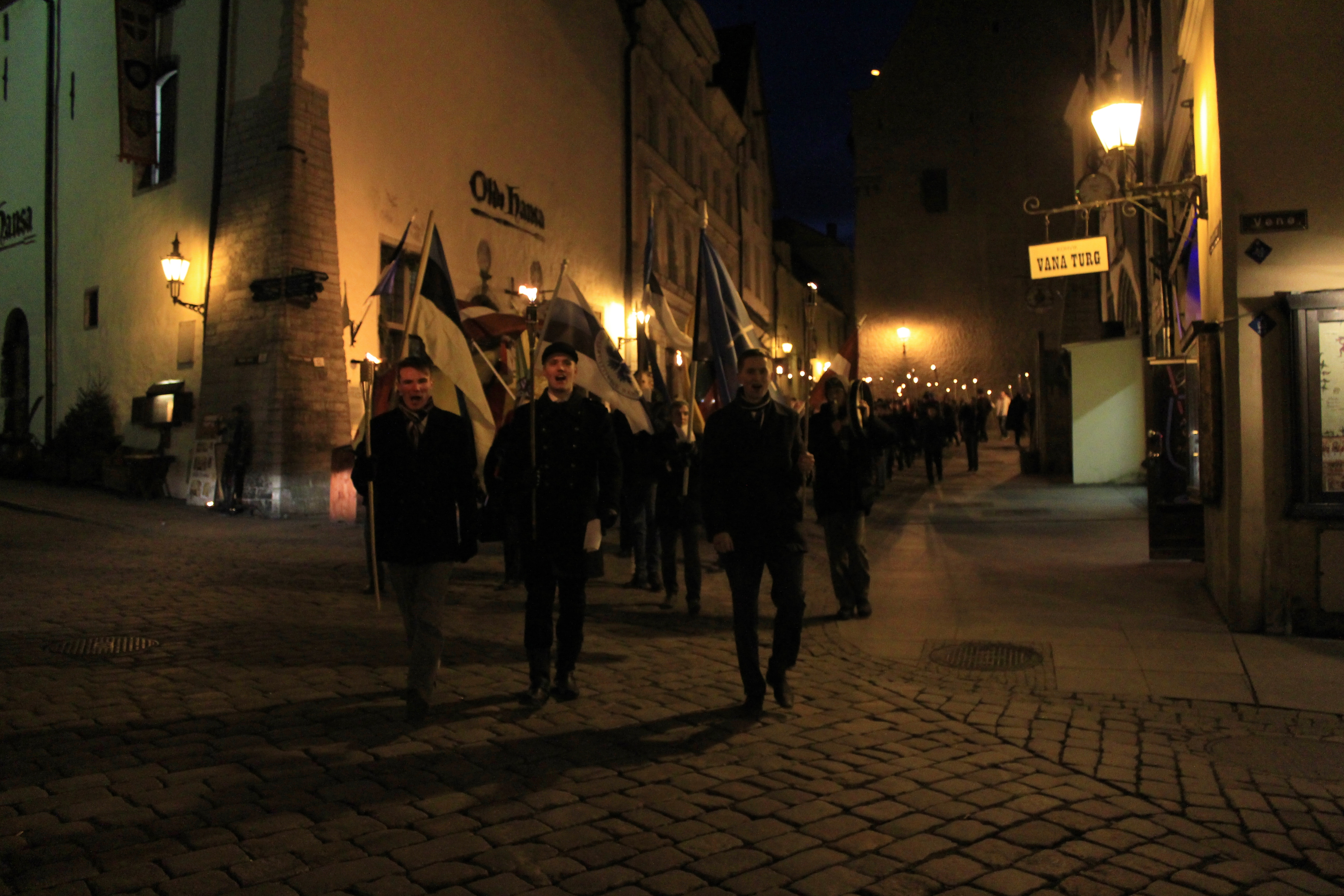
2014
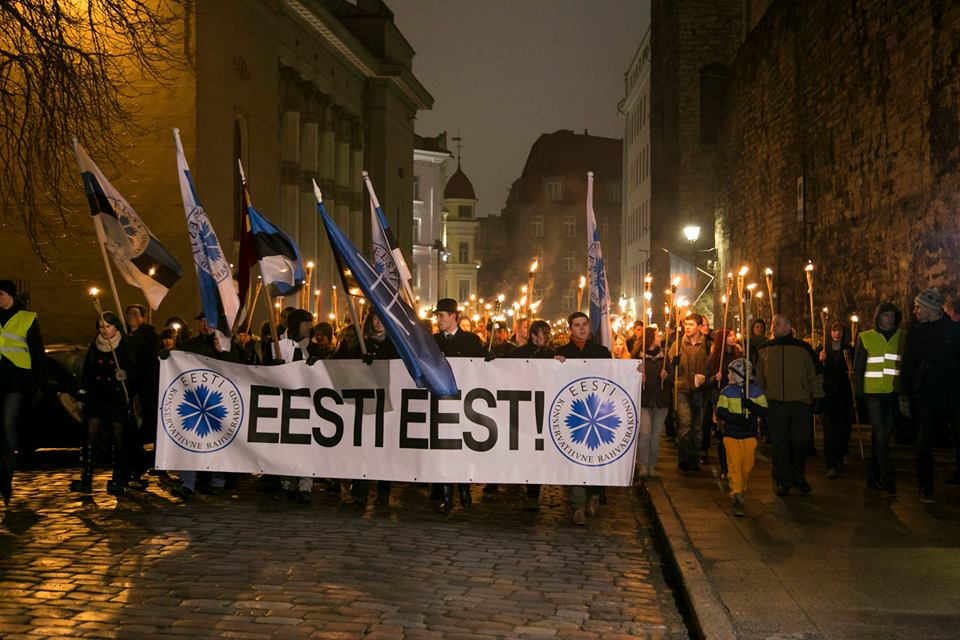
2015
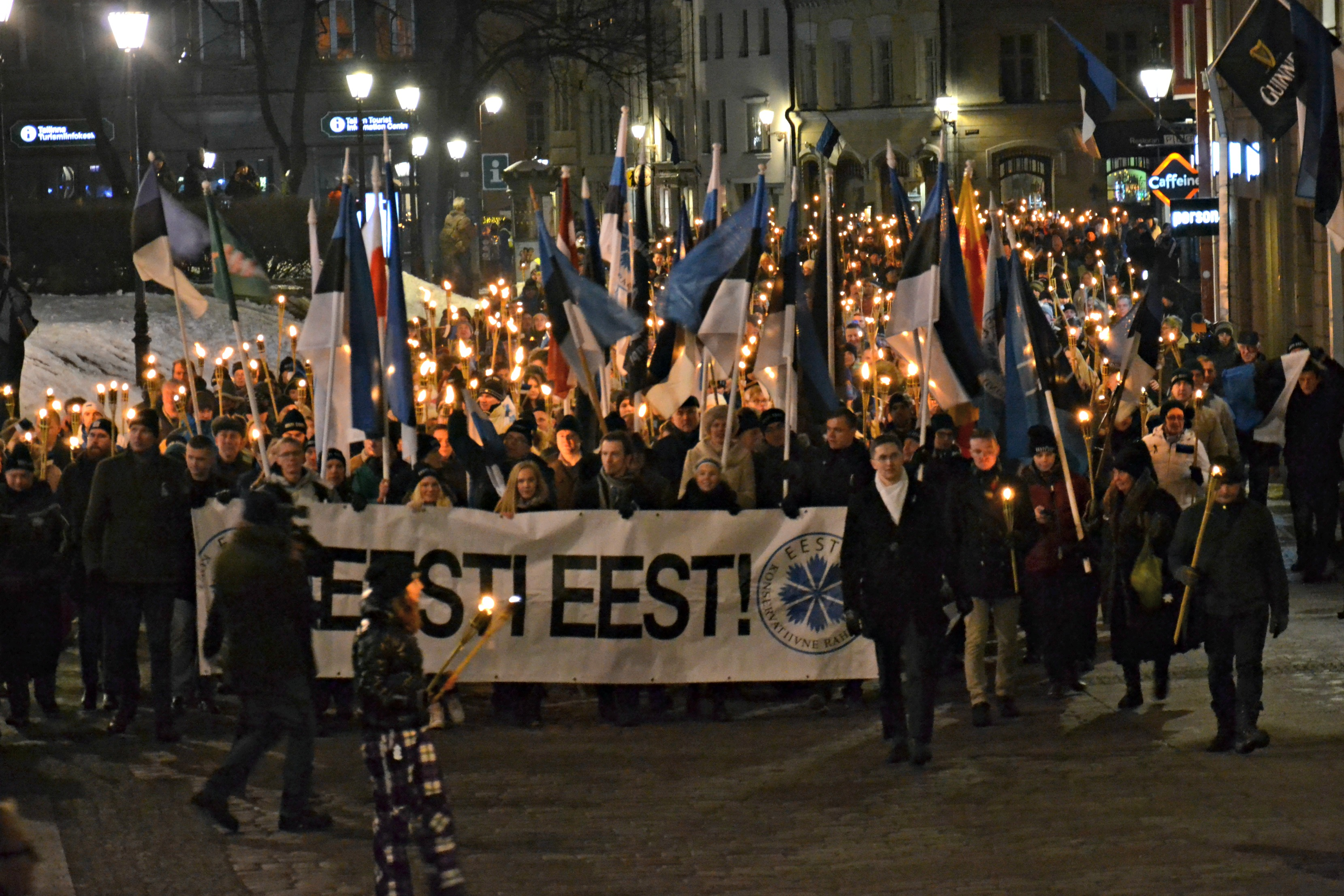
2016
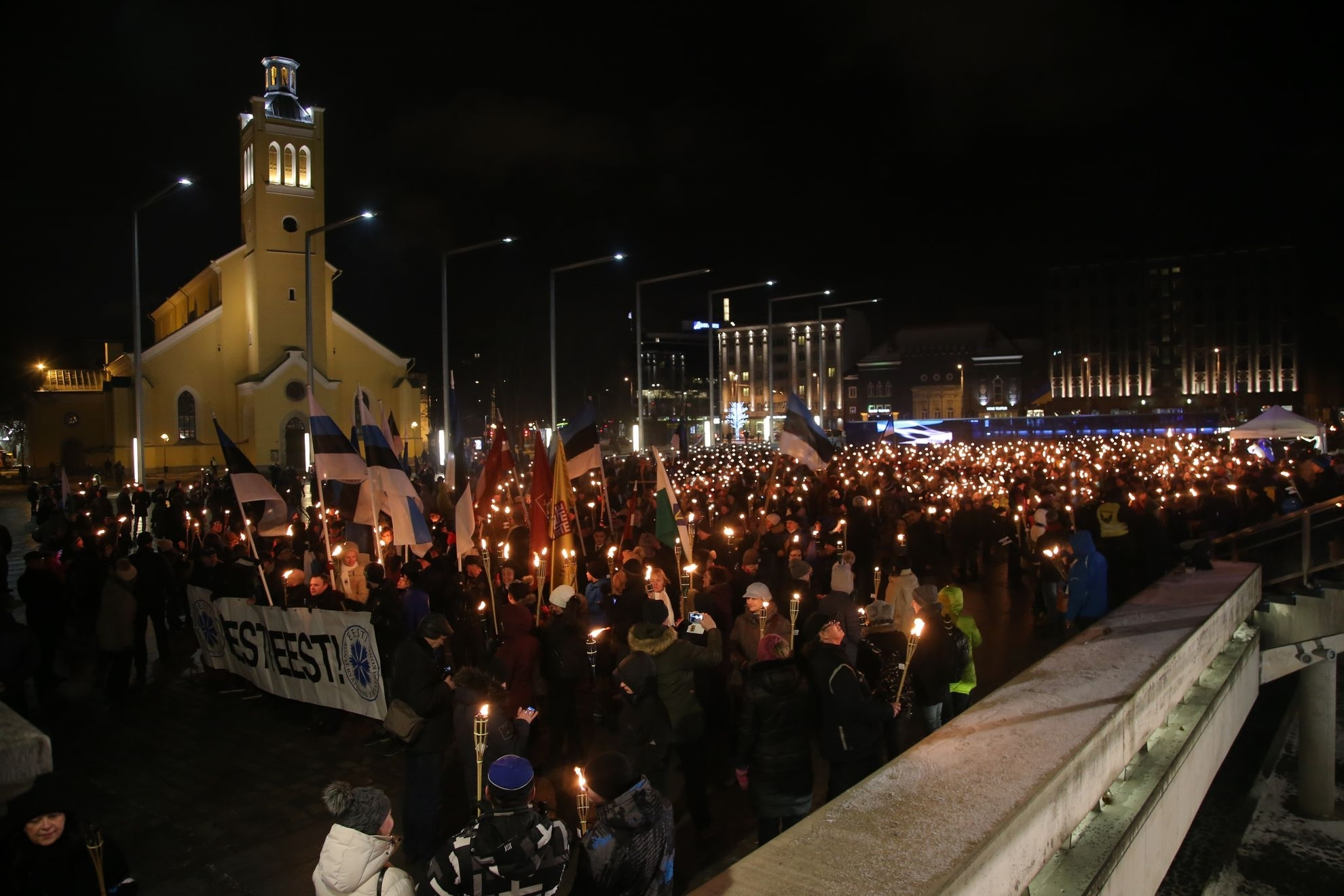
2017
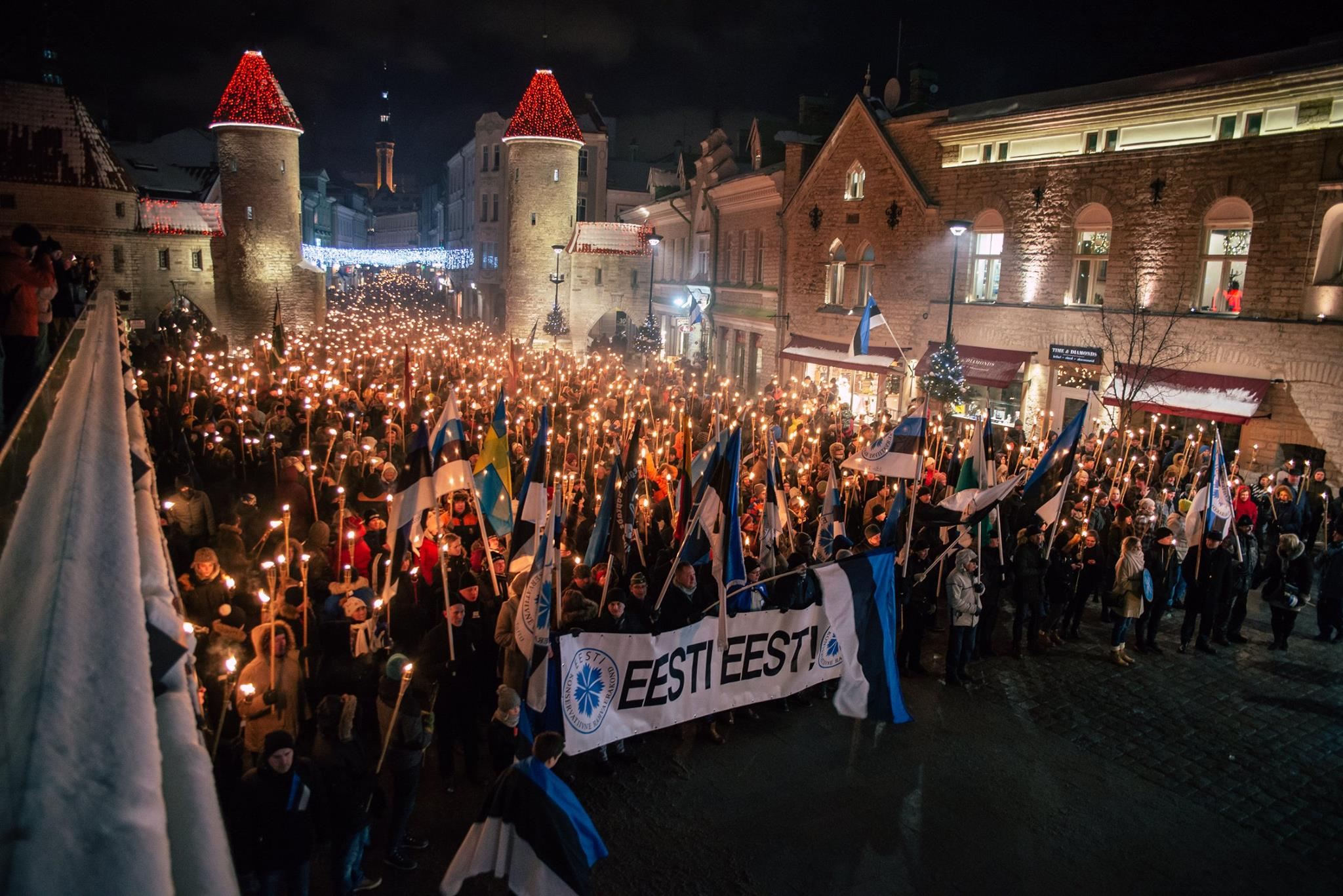
2018

## Resultados electorales

### Elecciones parlamentarias
|  | 8,1 % |

|  | 17,8 % |

|  | 16,1 % |

### Elecciones al Parlamento Europeo
|  | 4,0 % |

|  | 12,7 % |